# Askim
Askim er en tidligere kommune i det tidligere Østfold fylke i Norge, som ved kommunalreformen i Norge blev lagt sammen med Hobøl, Eidsberg, Spydeberg og Trøgstad kommuner til den nye kommune i det nye Indre Østfold i det ligeledes nye Viken fylke.
Den tidligere kommune grænsede i vest og nord til Spydeberg, i øst til Trøgstad og Eidsberg og i syd til Skiptvet.
Askim fik bystatus i 1996 og er kendt for sin høje andel indvandrere, sit udmærkede bibliotek og aktive kulturhus. Badelandet Østfoldbadet befinder sig centralt i byen. Kulturfestivalen Kraftfestivalen samler hvert år i august måned deltagere fra fjern og nær.

## Etymologi
Navnet Askim er sat sammen af trænavnet ask og ordet heim – hjem. Askim